# Nokia X3-02
El Nokia X3-02, con teclado clásico y pantalla táctil (Touch and Type), fue lanzado en noviembre del 2010. Es un teléfono denominado "candybar táctil", por tener la capacidad de escribir con el teclado clásico de nokia, y de seleccionar opciones, con la pantalla táctil, siendo el primer teléfono móvil de Nokia con estas características.
El teléfono inteligente sigue la estela de diseño marcada por el N8 y abandona la carcasa de plástico para adoptar estructura de aluminio en tres colores metalizados, blanco, metal oscuro y azul marino, también hay versiones en tonos de rosa.
Pese a haber sido concebido como un gama media, el Nokia X3-02 no tiene malas especificaciones, sobre todo en el apartado de conectividad, donde cuenta con 3G bajo HSPA, WiFi n, y Bluetooth en su versión 2.1 con perfil de audio A2DP. La pantalla no es especialmente grande. Mide sólo 2.4 pulgadas de diagonal y su resolución es pobre (320×240 píxeles).
El abanico habitual de controles de Nokia, con su característico pad direccional, ha sido sustituido en el Nokia X3-02 por cuatro botones de los que dos son accesos directos a mensajería y música. Pese a estar encuadrado en la gama XpressMusic, no parece que Nokia haya hecho especial esfuerzo por integrar un grupo de botones dedicados para el reproductor musical.
Físicamente, el Nokia X3 molesta muy poco en el bolsillo. Mide 105.6×48.4×9.6 milímetros y pesa sólo 78 gramos.

## Duración de batería
La autonomía teórica del Nokia X3-02 es de 8.5 horas en funcionamiento con el 3G activado y 17 días en espera. Desactivando el 3G, la autonomía en uso sube hasta 5.3 horas.

## Cámara
La cámara del nuevo Nokia X3 exhibe una calidad aceptable para el precio del terminal. El sensor tiene 5 megapíxeles con un zoom digital  de hasta 4x. El formato de la imagen es JPEG.
La cámara de video del teléfono es de 640 x 480 píxeles, con zoom digital de hasta 4x. Los formatos de la cámara de video son: MPEG-4 (MP4) y H.263.

### Características de la cámara
- Modo de secuencia
- Enfoque completo
- Auto disparador
- Editor de imágenes fijas
- Visor de pantalla completa

## Página oficial del sitio
http://www.nokia.com/lta-es/productos/celulares/x3-02/especificaciones/
- Datos: Q2529527
- Multimedia: Nokia X3-02 / Q2529527